# کووشکال
کووشکال (به مجاری:  Köveskál) یک شهرداری در مجارستان است که در ناحیه تاپولکا واقع شده‌است. کووشکال ۱۴٫۴۹ کیلومتر مربع مساحت و ۴۴۰ نفر جمعیت دارد.